# Wasiljewskoje (rejon wielkoustiuski)
Wasiljewskoje (ros. Васильевское) – wieś (sieło) w Rosji, w obwodzie wołogodzkim, w rejonie wielkoustiuskim. W 2010 liczyła 803 mieszkańców.